# Bijbelen met sterren
Bijbelen met sterren is een televisieprogramma dat op zondagavond werd uitgezonden door de Nederlandse publieke omroep EO.
Vanuit een villa, aan de rand van bos en heide, gaan bekende Nederlanders onder leiding van een dominee aan de slag met Bijbelteksten. In de villa gaan de gasten in gesprek over de Bijbel, hun eigen leven en hoe de eeuwenoude teksten nu actueel zijn.

## Afleveringen
| Afl. | Hoofdgast         | Uitzenddatum     |
| ---- | ----------------- | ---------------- |
| 1    | Desray            | 26 november 2023 |
| 2    | Ans Markus        | 3 december 2023  |
| 3    | Bastiaan Ragas    | 10 december 2023 |
| 4    | Syb van der Ploeg | 17 december 2023 |
| 5    | Teun Föhn         | 5 mei 2024       |
| 6    | Berget Lewis      | 12 mei 2024      |
| 7    | Lenny Kuhr        | 19 mei 2024      |
| 8    | Donny Ronny       | 24 november 2024 |
| 9    | Gerda Havertong   | 1 december 2024  |
| 10   | Rudolph van Veen  | 8 december 2024  |
| 11   | Ferri Somogyi     | 3 mei 2025       |
| 12   | Sylvia Geersen    | 10 mei 2025      |
| 13   | Sander de Kramer  | 17 mei 2025      |